# Marcel Robert-trófea
A Marcel Robert-trófea egy díj a QMJHL-ben (mely egy junior jégkorongliga Kanadában). A trófeát annak a játékosnak ítélnek oda, aki a jégen és az iskolában is egyaránt jól teljesít.

## A díjazottak
| Szezon    | Játékos                 | Csapat                       |
| --------- | ----------------------- | ---------------------------- |
| 2013–2014 | Jeremy Gregoire         | Baie-Comeau Drakkar          |
| 2012–2013 | Charles-David Beaudoin  | Drummondville Voltigeurs     |
| 2011–2012 | Jonathan Brunelle       | Cape Breton Screaming Eagles |
| 2010–2011 | Nicolas Therrien        | Chicoutimi Saguenéens        |
| 2009–2010 | Dominic Jalbert         | Chicoutimi Saguenéens        |
| 2008–2009 | Payton Liske            | Saint John Sea Dogs          |
| 2007–2008 | Robert Slaney           | Cape Breton Screaming Eagles |
| 2006–2007 | Alexandre Picard-Hooper | Baie-Comeau Drakkar          |
| 2005–2006 | Pierre-Marc Guilbault   | Shawinigan Cataractes        |
| 2004–2005 | Guillaume Demers        | Cape Breton Screaming Eagles |
| 2003–2004 | Nicolas Laplante        | Acadie-Bathurst Titan        |
| 2002–2003 | Eric L'Italien          | Rouyn-Noranda Huskies        |
| 2001–2002 | Olivier Michaud         | Shawinigan Cataractes        |
| 2000–2001 | Jean-Philippe Brière    | Rimouski Océanic             |
| 1999–2000 | Yanick Lehoux           | Baie-Comeau Drakkar          |
| 1998–1999 | Christian Robichaud     | Victoriaville Tigres         |
| 1997–1998 | Michel Tremblay         | Shawinigan Cataractes        |
| 1996–1997 | Luc Vaillancourt        | Beauport Harfangs            |
| 1995–1996 | Marc Denis              | Chicoutimi Saguenéens        |
| 1994–1995 | Danny Brière            | Drummondville Voltigeurs     |
| 1993–1994 | Patrick Boileau         | Laval Titan                  |
| 1992–1993 | Jocelyn Thibault        | Sherbrooke Faucons           |
| 1991–1992 | Simon Toupin            | Beauport Harfangs            |
| 1990–1991 | Benoit Larose           | Laval Titan                  |
| 1989–1990 | Yanic Perreault         | Trois-Rivières Draveurs      |
| 1988–1989 | Daniel Lacroix          | Granby Bisons                |
| 1987–1988 | Stéphane Beauregard     | Saint-Jean Castors           |
| 1986–1987 | Patrice Tremblay        | Chicoutimi Saguenéens        |
| 1985–1986 | Bernard Morin           | Laval Titan                  |
| 1984–1985 | Claude Gosselin         | Québec Remparts              |
| 1983–1984 | Gilbert Paiement        | Chicoutimi Saguenéens        |
| 1982–1983 | Claude Gosselin         | Québec Remparts              |
| 1981–1982 | Jacques Sylvestre       | Granby Bisons                |
| 1980–1981 | François Lecomte        | Montréal Juniors             |